# Sistema calcistico in Croazia
Il sistema calcistico in Croazia (Sustav nogometnih liga u Hrvatskoj) è organizzato dalla HNS ed ha come massima divisione la HNL (in croato Hrvatska nogometna liga).
Questa, dalla stagione 2012-2013, è formata da un girone di dieci squadre, con l'ultima retrocessa e la penultima che affronta in uno spareggio la seconda classificata di seconda divisione. Ogni squadra affronta tutte le altre quattro volte, per un totale di trentasei partite a stagione. Al secondo livello troviamo la Druga HNL, che ha cambiato più volte il format, attualmente (2019-20) vi partecipano 16 squadre. Al terzo livello c'è invece la Treća HNL, che (sempre nel 2019-20) è composta da cinque gironi su base interregionale (due da 12 e tre da 16 squadre).
Sotto queste tre divisioni, vi sono leghe interregionali al quarto livello e regionali al quinto. Il format di questi campionati varia spesso, anche da anno in anno.
La squadra più titolata del massimo campionato è la Dinamo Zagabria, che ha vinto la maggior parte dei campionati dal 1992.
La vincitrice del campionato si qualifica per il secondo turno preliminare di Champions League, mentre la seconda e la terza classificata, unitamente alla vincitrice della coppa nazionale partecipano ai turni preliminari della UEFA Conference League.

## Attuale sistema

### Stagione 2019-20
Questo è lo schema delle prime cinque divisioni. Al quarto livello vi sono le divisioni interregionali (MŽNL, Međužupanijska nogometna liga, lega calcistica interregionale), eccetto per la zona Sud (la Dalmazia) ove sono divisioni regionali (ŽNL, Županijska nogometna liga, lega calcistica regionale). Dal quinto livello in giù vi sono solo le divisioni regionali.
| Liv. | Divisioni                                                   | Divisioni | Divisioni                                                                                | Divisioni                            | Divisioni                                        | Divisioni                                            | Divisioni                                                                                      | Divisioni |
| ---- | ----------------------------------------------------------- | --- | ---------------------------------------------------------------------------------------- | ------------------------------------ | ------------------------------------------------ | ---------------------------------------------------- | ---------------------------------------------------------------------------------------------- | --------- |
| 1    | Prva HNL                                                    | Prva HNL | Prva HNL                                                                                 | Prva HNL                             | Prva HNL                                         | Prva HNL                                             | Prva HNL                                                                                       | Prva HNL  |
| 2    | Druga HNL                                                   | Druga HNL | Druga HNL                                                                                | Druga HNL                            | Druga HNL                                        | Druga HNL                                            | Druga HNL                                                                                      | Druga HNL |
| 3    | Treća HNL (Ovest)                                           | Treća HNL (Centro) | Treća HNL (Nord)                                                                         | Treća HNL (Nord)                     | Treća HNL (Est)                                  | Treća HNL (Est)                                      | Treća HNL (Sud)                                                                                |           |
| 4    | 4. NL NS Rijeka                                             | IV. NL Središte Zagreb | IV. NL BJ-KC-VT                                                                          | MŽNL Čakovec - Varaždin              | MŽNL Slavonije i Baranje                         | MŽNL Slavonije i Baranje                             | 1. ŽNL Zadarska ŽNL Šibensko-kninska 1. ŽNL Splitsko-dalmatinska 1. ŽNL Dubrovačko-neretvanska |           |
| 5    | 1. ŽNL Istarska 1. ŽNL Primorsko-goranska ŽNL Ličko-senjska | 1. Zagrebačka liga Jedinstvena Zagrebačka županijska liga 1. ŽNL Karlovačka 1. ŽNL Sisačko-moslavačka 1. ŽNL Krapinsko-zagorska | 1. ŽNL Koprivničko-križevačka 1. ŽNL Bjelovarsko-bilogorska 1. ŽNL Virovitičko-podravska | 1. ŽNL Međimurska 1. ŽNL Varaždinska | 1. ŽNL Požeško-slavonska 1. ŽNL Brodsko-posavska | 1. ŽNL Osječko-baranjska 1. ŽNL Vukovarsko-srijemska | 2. ŽNL Zadarska 2. ŽNL Splitsko-dalmatinska 2. ŽNL Dubrovačko-neretvanska                      |           |

### Leghe regionali
Le leghe regionali (Županijske nogometne lige) sono al quinto livello, eccetto quelle della Dalmazia (ŽNL Dubrovačko-neretvanska, ŽNL Šibensko-kninska, ŽNL Splitsko-dalmatinska e ŽNL Zadarska) che sono al quarto poiché per loro manca il livello interregionale. Nelle ŽNL Ličko-senjska e ŽNL Šibensko-kninska, visto l'esiguo numero di partecipanti, vi è una sola divisione.
| Regioni                | 1º livello                             | 2º livello                                                                                                  | 3º livello | 4º livello                    |
| ---------------------- | -------------------------------------- | --- | --- | ----------------------------- |
| Bjelovar e Bilogora    | 1. ŽNL Bjelovarsko-bilogorska          | 2. ŽNL Bjelovarsko-bilogorska                                                                               | 3. ŽNL Bjelovarsko-bilogorska Sjever 3. ŽNL Bjelovarsko-bilogorska Jug                                                                                        | 4. ŽNL Bjelovarsko-bilogorska |
| Brod e Posavina        | 1. ŽNL Brodsko-posavska                | 2. ŽNL Brodsko-posavska Zapad 2. ŽNL Brodsko-posavska Centar 2. ŽNL Brodsko-posavska Istok                  | 3. ŽNL Brodsko-posavska Zapad 3. ŽNL Brodsko-posavska Centar 3. ŽNL Brodsko-posavska Istok                                                                    | N.D.                          |
| Ragusa e Narenta       | 1. ŽNL Dubrovačko-neretvanska          | 2. ŽNL Dubrovačko-neretvanska                                                                               | N.D. | N.D.                          |
| Istria                 | 1. ŽNL Istarska                        | 2. ŽNL Istarska                                                                                             | 3. ŽNL Istarska Sjever 3. ŽNL Istarska Jug | N.D.                          |
| Karlovac               | 1. ŽNL Karlovačka                      | 2. ŽNL Karlovačka                                                                                           | N.D. | N.D.                          |
| Koprivnica e Križevci  | 1. ŽNL Koprivničko-križevačka          | 2. ŽNL Koprivničko-križevačka                                                                               | 3. ŽNL Koprivničko-križevačka | 4. ŽNL Koprivničko-križevačka |
| Krapina e Zagorje      | 1. ŽNL Krapinsko-zagorska              | 2. ŽNL Krapinsko-zagorska                                                                                   | N.D. | N.D.                          |
| Lika e Segna           | ŽNL Ličko-senjska                      | N.D. | N.D. | N.D.                          |
| Međimurje              | 1. ŽNL Međimurska                      | 2. ŽNL Međimurska A 2. ŽNL Međimurska B                                                                     | 3. ŽNL Međimurska | N.D.                          |
| Osijek e Baranja       | 1. ŽNL Osječko-baranjska               | 2. ŽNL NS Osijek 2. ŽNL NS Našice 2. ŽNL NS Beli Manastir 2. ŽNL NS Đakovo 2. ŽNL NS Valpovo-Donji Miholjac | 3. ŽNL Liga NS Osijek 3. ŽNL Liga NS Našice 3. ŽNL Baranjska liga NS Beli Manastir 3. ŽNL Liga NS Đakovo 3. ŽNL Liga NS Valpovo 3. ŽNL Liga NS Donji Miholjac | N.D.                          |
| Požega e Slavonia      | 1. ŽNL Požeško-slavonska               | 2. ŽNL Požeško-slavonska                                                                                    | 3. ŽNL Požeško-slavonska | N.D.                          |
| Quarnero               | 1. ŽNL Primorsko-goranska              | 2. ŽNL Primorsko-goranska                                                                                   | N.D. | N.D.                          |
| Sebenico e Tenin       | ŽNL Šibensko-kninska                   | N.D. | N.D. | N.D.                          |
| Sisak e Moslavina      | 1. ŽNL Sisačko-moslavačka              | 2. ŽNL Sisačko-moslavačka                                                                                   | 3. ŽNL Sisačko-moslavačka Sisak 3. ŽNL Sisačko-moslavačka Kutina 3. ŽNL Sisačko-moslavačka Novska                                                             | N.D.                          |
| Spalato e Dalmazia     | 1. ŽNL Splitsko-dalmatinska            | 2. ŽNL Splitsko-dalmatinska                                                                                 | 3. ŽNL Splitsko-dalmatinska | N.D.                          |
| Varaždin               | 1. ŽNL Varaždinska                     | 2. ŽNL Varaždinska                                                                                          | 3. ŽNL Varaždinska Varaždin 3. ŽNL Varaždinska Ludbreg | N.D.                          |
| Virovitica e Podravina | 1. ŽNL Virovitičko-podravska           | 2. ŽNL Virovitičko-podravska Zapad 2. ŽNL Virovitičko-podravska Istok                                       | 3. ŽNL Virovitičko-podravska Zapad 3. ŽNL Virovitičko-podravska Istok                                                                                         | N.D.                          |
| Vukovar e Sirmia       | 1. ŽNL Vukovarsko-srijemska            | 2. ŽNL NS Vinkovci 2. ŽNL NS Vukovar 2. ŽNL NS Županja                                                      | 3. ŽNL NS Vinkovci 3. ŽNL NS Vukovar | N.D.                          |
| Zara                   | 1. ŽNL Zadarska                        | 2. ŽNL Zadarska                                                                                             | N.D. | N.D.                          |
| Regione di Zagabria    | Jedinstvena Zagrebačka županijska liga | 1. Zagrebačka županijska liga                                                                               | 2. Zagrebačka županijska liga Zapad 2. Zagrebačka županijska liga Istok                                                                                       | N.D.                          |
| Città di Zagabria      | 1. Zagrebačka liga                     | 2. Zagrebačka liga                                                                                          | 3. Zagrebačka liga | N.D.                          |

## Format del passato

### Stagioni 2014-19
| Liv. | Divisioni                                                   | Divisioni | Divisioni                                                                                | Divisioni                            | Divisioni                                        | Divisioni                                            | Divisioni                                                                                      | Divisioni |
| ---- | ----------------------------------------------------------- | --- | ---------------------------------------------------------------------------------------- | ------------------------------------ | ------------------------------------------------ | ---------------------------------------------------- | ---------------------------------------------------------------------------------------------- | --------- |
| 1    | Prva HNL                                                    | Prva HNL | Prva HNL                                                                                 | Prva HNL                             | Prva HNL                                         | Prva HNL                                             | Prva HNL                                                                                       | Prva HNL  |
| 2    | Druga HNL                                                   | Druga HNL | Druga HNL                                                                                | Druga HNL                            | Druga HNL                                        | Druga HNL                                            | Druga HNL                                                                                      | Druga HNL |
| 3    | Treća HNL (Ovest)                                           | Treća HNL (Ovest) | Treća HNL (Est)                                                                          | Treća HNL (Est)                      | Treća HNL (Est)                                  | Treća HNL (Est)                                      | Treća HNL (Sud)                                                                                |           |
| 4    | MŽNL NS Rijeka                                              | MŽNL Središte | MŽNL Bjelovar-Koprivnica-Virovitica                                                      | MŽNL Čakovec - Varaždin              | MŽNL Slavonije i Baranje                         | MŽNL Slavonije i Baranje                             | 1. ŽNL Zadarska ŽNL Šibensko-kninska 1. ŽNL Splitsko-dalmatinska 1. ŽNL Dubrovačko-neretvanska |           |
| 5    | 1. ŽNL Istarska 1. ŽNL Primorsko-goranska ŽNL Ličko-senjska | 1. Zagrebačka liga Jedinstvena Zagrebačka županijska liga 1. ŽNL Karlovačka 1. ŽNL Sisačko-moslavačka 1. ŽNL Krapinsko-zagorska | 1. ŽNL Koprivničko-križevačka 1. ŽNL Bjelovarsko-bilogorska 1. ŽNL Virovitičko-podravska | 1. ŽNL Međimurska 1. ŽNL Varaždinska | 1. ŽNL Požeško-slavonska 1. ŽNL Brodsko-posavska | 1. ŽNL Osječko-baranjska 1. ŽNL Vukovarsko-srijemska | 2. ŽNL Zadarska 2. ŽNL Splitsko-dalmatinska 2. ŽNL Dubrovačko-neretvanska                      |           |

### Stagioni 2012-14
| Liv. | Divisioni                                                                                   | Divisioni | Divisioni | Divisioni                                            | Divisioni | Divisioni                                                                                      |
| ---- | ------------------------------------------------------------------------------------------- | --- | --- | ---------------------------------------------------- | --- | ---------------------------------------------------------------------------------------------- |
| 1    | Prva HNL                                                                                    | Prva HNL | Prva HNL | Prva HNL                                             | Prva HNL | Prva HNL                                                                                       |
| 2    | Druga HNL                                                                                   | Druga HNL | Druga HNL | Druga HNL                                            | Druga HNL | Druga HNL                                                                                      |
| 3    | Treća HNL (Ovest)                                                                           | Treća HNL (Centro) | Treća HNL (Nord) | Treća HNL (Est)                                      | Treća HNL (Est) | Treća HNL (Sud)                                                                                |
| 4    | 1. ŽNL Istarska 1. ŽNL Primorsko-goranska ŽNL Ličko-senjska                                 | 1. Zagrebačka liga Jedinstvena Zagrebačka županijska liga 1. ŽNL Karlovačka Premijer liga Sisačko-moslavačka 1. ŽNL Krapinsko-zagorska   | 1. ŽNL Međimurska 1. ŽNL Varaždinska 1. ŽNL Koprivničko-križevačka 1. ŽNL Bjelovarsko-bilogorska 1. ŽNL Virovitičko-podravska | MŽNL Vinkovci - Osijek                               | 1. ŽNL Požeško-slavonska 1. ŽNL Brodsko-posavska                                                                   | 1. ŽNL Zadarska ŽNL Šibensko-kninska 1. ŽNL Splitsko-dalmatinska 1. ŽNL Dubrovačko-neretvanska |
| 5    | 2. ŽNL Istarska Sjever 2. ŽNL Istarska Centar 2. ŽNL Istarska Jug 2. ŽNL Primorsko-goranska | 2. Zagrebačka liga 1. ŽNL Zagrebačka Zapad 1. ŽNL Zagrebačka Istok 2. ŽNL Karlovačka 1. ŽNL Sisačko-moslavačka 2. ŽNL Krapinsko-zagorska | 2. ŽNL Međimurska Zapad 2. ŽNL Međimurska Istok 2. ŽNL Varaždinska Zapad 2. ŽNL Varaždinska Istok 1. liga NS Ludbreg 2. ŽNL Koprivničko-križevačka 2. ŽNL Bjelovarsko-bilogorska Sjever 2. ŽNL Bjelovarsko-bilogorska Jug 2. ŽNL Virovitičko-podravska | 1. ŽNL Osječko-baranjska 1. ŽNL Vukovarsko-srijemska | 2. ŽNL Požeško-slavonska 2. ŽNL Brodsko-posavska Sjever 2. ŽNL Brodsko-posavska Centar 2. ŽNL Brodsko-posavska Jug | 2. ŽNL Zadarska 2. ŽNL Splitsko-dalmatinska 2. ŽNL Dubrovačko-neretvanska                      |

### Stagione 2011-12
| Liv. | Divisioni                                                   | Divisioni | Divisioni | Divisioni | Divisioni                                            | Divisioni                                                                 |
| ---- | ----------------------------------------------------------- | --- | --- | --- | ---------------------------------------------------- | ------------------------------------------------------------------------- |
| 1    | Prva HNL                                                    | Prva HNL | Prva HNL | Prva HNL | Prva HNL                                             | Prva HNL                                                                  |
| 2    | Druga HNL                                                   | Druga HNL | Druga HNL | Druga HNL | Druga HNL                                            | Druga HNL                                                                 |
| 3    | Treća HNL (Ovest)                                           | Treća HNL (Centro) | Treća HNL (Nord) | Treća HNL (Est) | Treća HNL (Est)                                      | Treća HNL (Sud)                                                           |
| 4    | 4. HNL Zapad                                                | 4. HNL Središte A 4. HNL Središte B                                                                                             | 1. ŽNL Međimurska 1. ŽNL Varaždinska 1. ŽNL Koprivničko-križevačka 1. ŽNL Bjelovarsko-bilogorska 1. ŽNL Virovitičko-podravska | 1. ŽNL Požeško-slavonska 1. ŽNL Brodsko-posavska                                                                   | 4. HNL Istok                                         | 4. HNL Jug A 4. HNL Jug B 4. HNL Jug C                                    |
| 5    | 1. ŽNL Istarska 1. ŽNL Primorsko-goranska ŽNL Ličko-senjska | 1. Zagrebačka liga Jedinstvena Zagrebačka županijska liga 1. ŽNL Karlovačka 1. ŽNL Sisačko-moslavačka 1. ŽNL Krapinsko-zagorska | 2. ŽNL Međimurska Zapad 2. ŽNL Međimurska Istok 2. ŽNL Varaždinska Zapad 2. ŽNL Varaždinska Istok 1. liga NS Ludbreg 2. ŽNL Koprivničko-križevačka 2. ŽNL Bjelovarsko-bilogorska 2. ŽNL Virovitičko-podravska Zapad 2. ŽNL Virovitičko-podravska Istok | 2. ŽNL Požeško-slavonska 2. ŽNL Brodsko-posavska Sjever 2. ŽNL Brodsko-posavska Centar 2. ŽNL Brodsko-posavska Jug | 1. ŽNL Osječko-baranjska 1. ŽNL Vukovarsko-srijemska | 1. ŽNL Zadarska 1. ŽNL Splitsko-dalmatinska 1. ŽNL Dubrovačko-neretvanska |

### Stagione 2010-11
| Liv. | Divisioni                                                   | Divisioni | Divisioni | Divisioni                                                                                             | Divisioni                                                                 | Divisioni | Divisioni | Divisioni |
| ---- | ----------------------------------------------------------- | --- | --- | --- | ------------------------------------------------------------------------- | --------- | --------- | --------- |
| 1    | Prva HNL                                                    | Prva HNL | Prva HNL | Prva HNL                                                                                              | Prva HNL                                                                  | Prva HNL  | Prva HNL  | Prva HNL  |
| 2    | Druga HNL                                                   | Druga HNL | Druga HNL | Druga HNL                                                                                             | Druga HNL                                                                 | Druga HNL | Druga HNL | Druga HNL |
| 3    | Treća HNL (Ovest)                                           | Treća HNL (Ovest) | Treća HNL (Est) | Treća HNL (Est)                                                                                       | Treća HNL (Sud)                                                           |           |           |           |
| 4    | 4. HNL Zapad                                                | 4. HNL Središte A 4. HNL Središte B                                                                                             | 4. HNL Sjever A 4. HNL Sjever B                                                                                               | 4. HNL Istok                                                                                          | 4. HNL Jug A 4 HNL Jug B                                                  |           |           |           |
| 5    | 1. ŽNL Istarska 1. ŽNL Primorsko-goranska ŽNL Ličko-senjska | 1. Zagrebačka liga Jedinstvena Zagrebačka županijska liga 1. ŽNL Karlovačka 1. ŽNL Sisačko-moslavačka 1. ŽNL Krapinsko-zagorska | 1. ŽNL Međimurska 1. ŽNL Varaždinska 1. ŽNL Koprivničko-križevačka 1. ŽNL Bjelovarsko-bilogorska 1. ŽNL Virovitičko-podravska | 1. ŽNL Požeško-slavonska 1. ŽNL Brodsko-posavska 1. ŽNL Osječko-baranjska 1. ŽNL Vukovarsko-srijemska | 1. ŽNL Zadarska 1. ŽNL Splitsko-dalmatinska 1. ŽNL Dubrovačko-neretvanska |           |           |           |